# ホルガー・シモン・パウリ

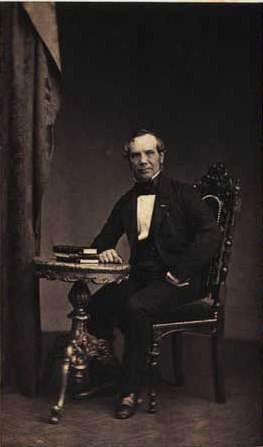
ホルガー・シモン・パウリ

ホルガー・シモン・パウリ（デンマーク語: Holger Simon Paulli、1810年2月22日 - 1891年12月23日）は、デンマークの指揮者、作曲家である。
エドヴァルド・グリーグのピアノ協奏曲イ短調作品16の初演を指揮した他、オーギュスト・ブルノンヴィル振付のバレエ『ナポリ』などの作曲者として名を残している。

## 生涯
コペンハーゲンで生まれ、クラウス・シャル（Claus Nielsen Schall 、1757年 - 1835年）にヴァイオリンを学んだ。デンマーク王立管弦楽団に加わり、1864年に指揮者となった。
パウリの指揮した『ローエングリン』『ニュルンベルクのマイスタージンガー』公演は、デンマークにおけるリヒャルト・ワーグナー作品の普及に大いに貢献した。
1869年4月3日に世界初演されたエドムント・ノイペルトのピアノ、デンマーク王立管弦楽団の演奏によるエドヴァルド・グリーグ作曲の『ピアノ協奏曲イ短調作品16』では、指揮を担当した。
パウリは作曲家としても活動し、オペラ1作、バレエ13作、序曲を1つ作曲している。
1891年に、パウリはコペンハーゲンで死去した。

## 主な作品

### バレエ
- 『コンセルヴァトワール』（1849年）
- 『ブリュージュの大市』（1851年）
- 『ゼンツァーノの花祭り』（1858年）[3]